# Alfons Leonowitsch Schanjawski

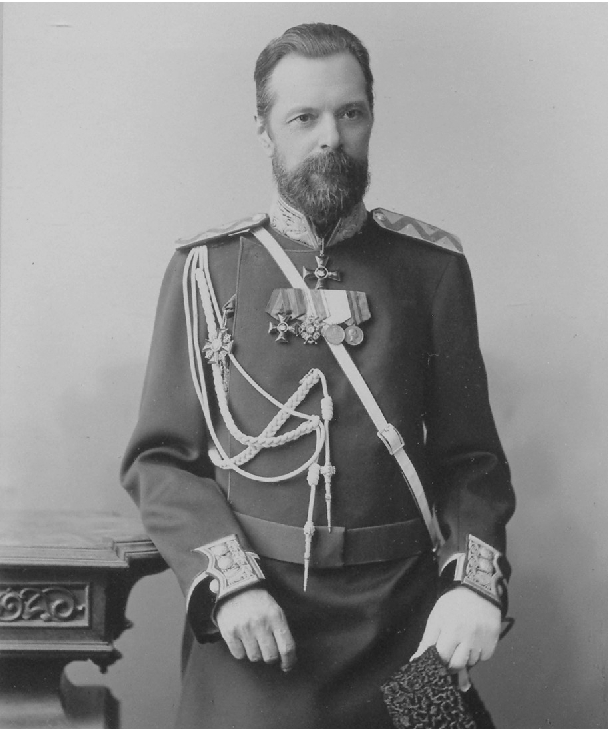
Alfons Leonowitsch Schanjawski

Alfons Leonowitsch Schanjawski (russisch Альфонс Леонович Шанявский; * 9. Februarjul. / 21. Februar 1837greg.; † 7. Novemberjul. / 20. November 1905greg.) war ein polnisch-russischer Generalmajor, Unternehmer und Mäzen.

## Leben
Die Szlachta-Familie Schanjawski stammte aus Schanjawy im kongresspolnischen Gouvernement Siedlce. Schanjawskis Erziehung begann in dem von seinem Vorfahren Erzbischof Schanjawski gegründeten Kollegium für jeweils 10 Jungen der Familie Junoscha-Schanjawski. Als jedoch Kaiser Nikolaus I. anordnete, dass jede polnische Familie einen Jungen in Russland erziehen lassen musste, wurde der junge Schanjawski 1844 auf die Kadettenschule Tula geschickt, wo er einen guten Unterricht genoss und die russische Sprache zu lieben lernte. Es folgten die Kadettenschulen Orjol und St. Petersburg. Nach dem Abschluss diente er im Leibgarde-Jägerregiment und absolvierte das Studium an der Generalstabsakademie. Wegen seiner Tuberkulose-Erkrankung verließ er 1865 St. Petersburg. Er schloss sich der Fernost-Expedition Murawjow-Amurskis an und diente nun in Sibirien und Fernost. 1872 heiratete er Lidija Alexejewna Rodstwennaja. 1875 verließ er die Armee.

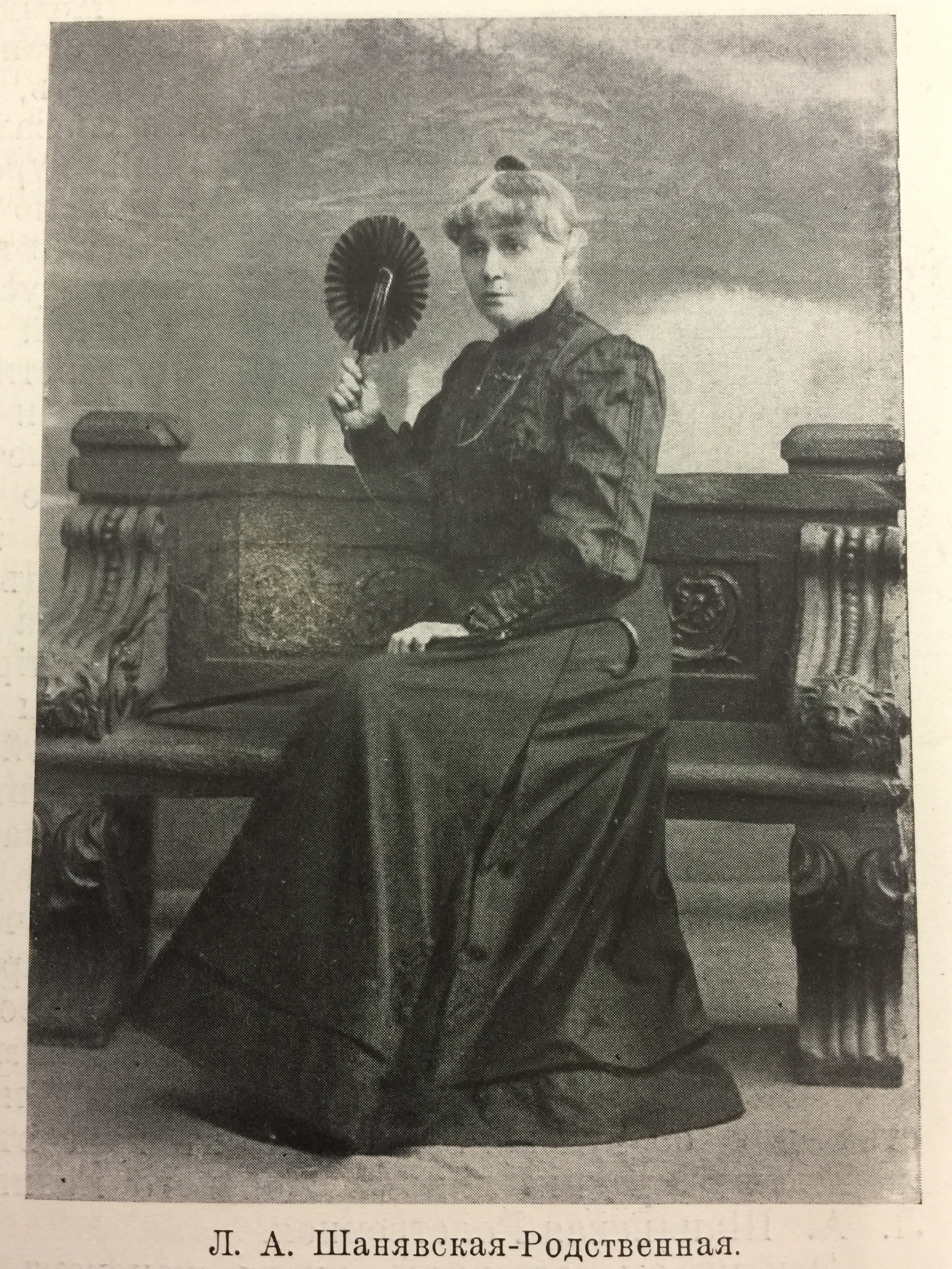
Lidija Alexejewna Schanjawskaja-Rodstwennaja

Als Schanjawski bald darauf Informationen über Goldfunde am Amur erhielt, ging er wieder nach Fernost und organisierte private Goldfelder. Nach drei Jahren kehrte er als reicher Mann zurück und ließ sich in Moskau nieder. 1882 wurde er in den Moskauer Adel aufgenommen. 1894 stiftete er 120.000 Rubel für ein Frauenheilkunde-Institut als Nachfolger für die abgeschafften Frauenarztkurse. Auch spendete er für den Bau von Gymnasien in Blagoweschtschensk und anderen Städten.

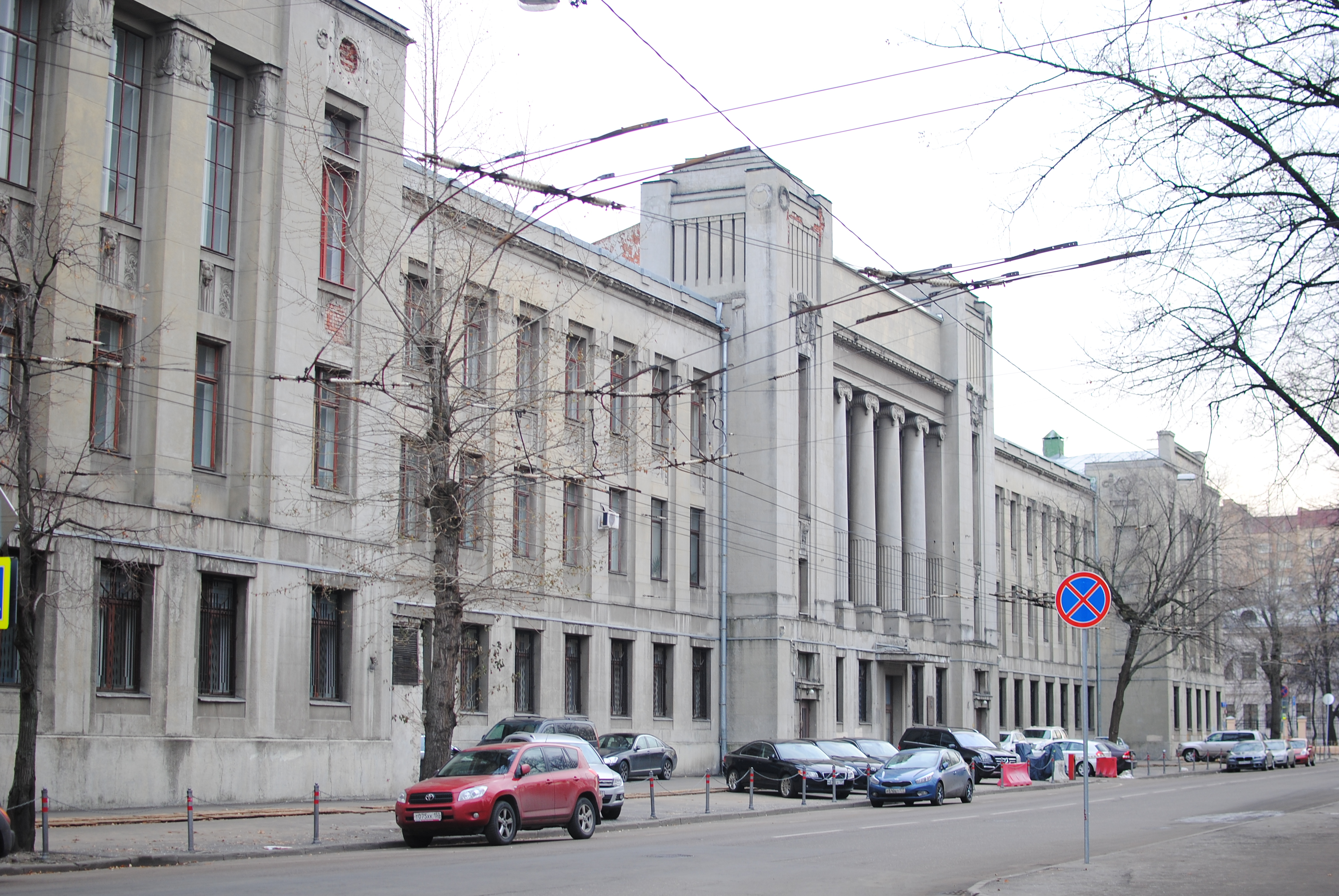
Städtische Moskauer Schanjawski-Volksuniversität am Miussy-Platz

1905 vor seinem Tod finanzierte Schanjawski den Bau der Polnisch-Russischen Bibliothek in Moskau und übergab sein Kapital und sein Haus am Arbat der Moskauer Stadtduma mit der Verpflichtung, eine Volksuniversität zu errichten, die für alle offen ist, unabhängig von Geschlecht, Vorbildung, Stand und Einkommen, Nation und Religion. Diese Universität wurde dank der Energie und Hartnäckigkeit seiner Frau Lidija Alexejewna Schanjawskaja-Rodstwennaja als Städtische Moskauer Schanjawski-Volksuniversität 1908 am Arbat eröffnet. 1912 zog sie in ein neues eigenes Gebäude am Miussy-Platz ein. Dort lehrten bedeutende Gelehrte wie Alexander Alexandrowitsch Kiesewetter (1866–1933), Alexander Wassiljewitsch Tschajanow, Michail Michailowitsch Bogoslowski und Juri Wladimirowitsch Gauthier. Sergei Alexandrowitsch Jessenin, Nikolai Alexejewitsch Kljujew, Sergei Antonowitsch Klytschkow, Lew Semjonowitsch Wygotski und viele andere studierten dort. Nach der Oktoberrevolution wurde der gesamte Besitz der Witwe Schanjawskaja-Rodstwennaja enteignet. Die akademische Abteilung der Schanjawski-Volksuniversität wurde 1920 aufgelöst, während die populärwissenschaftliche Abteilung mit der Kommunistischen Swerdlow-Universität vereinigt wurde, die in das Gebäude am Miussy-Platz einzog.
Dank einer Petition des Vorstandes der aufgelösten Schanjawski-Volksuniversität erhielten die Witwe Schanjawskaja-Rodstwennaja und ihre Sekretärin E. R. Laupert 1920 eine Unterstützung in Moskau. Schanjawskaja-Rodstwennaja starb 1921 und wurde neben ihrem Mann auf dem Friedhof des Moskauer Alexei-Klosters begraben, das mit dem Friedhof später zerstört wurde.
Nachfolger der Kommunistischen Swerdlow-Universität war die Parteihochschule der KPdSU. Seit 1991 befindet sich in dem Gebäude am Miussy-Platz die Russische Staatliche Geisteswissenschaftliche Universität.